# MV Namura Queen
 (mars 2022).
Le MV Namura Queen est un vraquier japonais, immatriculé au Panama et exploité par les Philippines.

## Caractéristiques
Le Namura Queen est un vraquier de taille Panamax construit par la société japonaise de construction navale Sasebo Heavy Industries. Immatriculé au Panama, son équipage est composé d'une vingtaine de personnes, toutes philippines. Il a une jauge brute de 47 146 tonnes et un tonnage de port en lourd de 85 065 tonnes. Il mesure 229 m de long, 38 m de large et a un tirant d'eau de 6,9 m. Le navire dispose de sept cales pour stocker le grain qu'il transporte. Il est propulsé par une seule hélice à pas fixe, alimentée par un moteur diesel de puissance 9 700 kW.

## Attaques par les forces militaires russes
Le 15 février 2022, le Namura Queen quitte Porto Torres, en Italie, et se rend dans la ville portuaire ukrainienne de Youjne pour recevoir une cargaison de céréales, arrivant le 23 février. Le 25 février, alors qu'il est en transit dans la mer Noire, en direction d'Istanbul, en Turquie, après son départ de Youjne, le cargo est frappé à l'arrière par des munitions tirées d'un navire de guerre russe participant à l'invasion russe de l'Ukraine en 2022. L'explosion provoque un incendie à bord du navire et l'un des vingt membres d'équipage est légèrement blessé à l'épaule. Le Namura Queen peut continuer par sa propre propulsion, mais il est assisté jusqu'au port de Yalova, en Turquie, par le remorqueur ukrainien P&O Star, arrivé le 27 février,.